# Frederick Handley Page

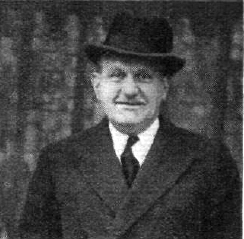
Frederick Handley Page

Sir Frederick Handley Page, (15 de novembro de 1885 - 21 de abril de 1962) foi um industrial inglês que foi pioneiro na indústria aeronáutica e ficou conhecido como o pai do bombardeiro pesado. 
Sua empresa Handley Page Limited era mais conhecida por suas grandes aeronaves, como os bombardeiros Handley Page e Halifax e o avião comercial HP42. Este último foi o carro-chefe da frota da Imperial Airways entre as guerras e notável na época por não ter se envolvido em mortes de passageiros.
Ele também é conhecido por sua invenção, com Gustav Lachmann, do slot de ponta para melhorar as características de estol das asas de aeronaves. Frederick Handley Page era o tio do ás da aviação da Segunda Guerra Mundial Geoffrey Page.